# Aziatisch kampioenschap voetbal 1996 (kwalificatie)
Voor de kwalificatie van het Aziatisch kampioenschap voetbal 1996 schreven 35 landen zich in. Het gastland de Verenigde Arabische Emiraten en de titelverdediger Japan waren automatisch geplaatst.

## Gekwalificeerde landen
| Land          | Aantal deelnames | Huidig aantal deelnames op rij | Vorige deelname |
| ------------- | ---------------- | ------------------------------ | --------------- |
| China         | 6de              | 6                              | 1992            |
| Indonesië     | 1ste             | 1                              | -               |
| Irak          | 3de              | 1                              | 1976            |
| Iran          | 8ste             | 8                              | 1992            |
| Japan (t)     | 3de              | 3                              | 1992            |
| Koeweit       | 6de              | 1                              | 1988            |
| Oezbekistan   | 1ste             | 1                              | -               |
| Saoedi-Arabië | 4de              | 4                              | 1992            |
| Syrië         | 4de              | 1                              | 1988            |
| Thailand      | 3de              | 2                              | 1992            |
| V.A.E. (g)    | 5de              | 5                              | 1992            |
| Zuid-Korea    | 8ste             | 1                              | 1988            |

- (g) = gastland
- (t) = titelverdediger

## Groepen

### Groep 1
| nr. | Land           | Wed | Win | Gel | Ver | DV | DT | +/- | Pnt |
| --- | -------------- | --- | --- | --- | --- | -- | -- | --- | --- |
| 1   | Zuid-Korea     | 3   | 3   | 0   | 0   | 17 | 0  | +17 | 9   |
| 2   | Vietnam        | 3   | 2   | 0   | 1   | 13 | 5  | +8  | 6   |
| 3   | Chinees Taipei | 3   | 1   | 0   | 2   | 10 | 10 | 0   | 3   |
| 4   | Guam           | 3   | 0   | 0   | 3   | 2  | 27 | –25 | 0   |

|                 |         |       |                |                          |
| 4 augustus 1996 | Vietnam | 4 – 1 | Chinees Taipei | Ho Chi Minhstad, Vietnam |
| 4 augustus 1996 |         |       |                | Ho Chi Minhstad, Vietnam |

|                       | |       |      |                                                      |
| 5 augustus 1996 17:00 | Zuid-Korea                                                                                           | 9 – 0 | Guam | Ho Chi Minhstad, Vietnam Scheidsrechter: Kyaw U Kyaw |
| 5 augustus 1996 17:00 | Park Tae-ha 2', 4', 40' Kim Hyun-seok 5', 36', 55' Kim Do-hoon 19' Seo Hyo-Won 52' Choi Moon-sik 85' |       |      | Ho Chi Minhstad, Vietnam Scheidsrechter: Kyaw U Kyaw |

|                 |         |       |      |                          |
| 7 augustus 1996 | Vietnam | 9 – 0 | Guam | Ho Chi Minhstad, Vietnam |
| 7 augustus 1996 |         |       |      | Ho Chi Minhstad, Vietnam |

|                       |                                                       |       |                |                                                            |
| 8 augustus 1996 17:00 | Zuid-Korea                                            | 4 – 0 | Chinees Taipei | Ho Chi Minhstad, Vietnam Scheidsrechter: Inayath Ulla Khan |
| 8 augustus 1996 17:00 | Hong Myung-bo 9' Kim Do-hoon 19' Park Tae-ha 48', 70' |       |                | Ho Chi Minhstad, Vietnam Scheidsrechter: Inayath Ulla Khan |

|                  |      |       |                |                          |
| 10 augustus 1996 | Guam | 2 – 9 | Chinees Taipei | Ho Chi Minhstad, Vietnam |
| 10 augustus 1996 |      |       |                | Ho Chi Minhstad, Vietnam |

|                        |         |                                                                  |            |                                                                               |
| 11 augustus 1996 17:00 | Vietnam | 0 – 4                                                            | Zuid-Korea | Thong Nhat Stadium, Ho Chi Minh Stad, Vietnam Scheidsrechter: Chalach Piromya |
| 11 augustus 1996 17:00 |         | Shin Tae-yong 1' Roh Sang-rae 8' Park Tae-ha 17' Seo Hyo-Won 83' |            | Thong Nhat Stadium, Ho Chi Minh Stad, Vietnam Scheidsrechter: Chalach Piromya |

### Groep 2
| nr. | Land       | Wed | Win | Gel | Ver | DV | DT | +/- | Pnt |
| --- | ---------- | --- | --- | --- | --- | -- | -- | --- | --- |
| 1   | China      | 3   | 3   | 0   | 0   | 16 | 1  | +15 | 9   |
| 2   | Hongkong   | 3   | 2   | 0   | 1   | 12 | 3  | +9  | 6   |
| 3   | Macau      | 3   | 1   | 0   | 2   | 7  | 12 | –5  | 3   |
| 4   | Filipijnen | 3   | 0   | 0   | 3   | 1  | 20 | –19 | 0   |

|                 |                                                                                          |       |            |                                                                 |
| 30 januari 1996 | Hongkong                                                                                 | 8 – 0 | Filipijnen | Mong Kok Stadium, Kowloon, Hongkong Scheidsrechter: Anh Bong-ki |
| 30 januari 1996 | Chan Tsi-Kong 3', 80' Bredbury 39', 42' Lee Kin-Wo 59' Wai Kwai-Lung 82', 83' Santos 90' |       |            | Mong Kok Stadium, Kowloon, Hongkong Scheidsrechter: Anh Bong-ki |

|                 |                                                                                 |       |                    |                                                                    |
| 30 januari 1996 | China                                                                           | 7 – 1 | Macau              | Mong Kok Stadium, Kowloon, Hongkong Scheidsrechter: Sophon Mhaboon |
| 30 januari 1996 | Peng Weiguo 28' (pen), 45' Su Maozhen 44' Li Bing 48', 66', 89' Hao Haidong 76' |       | Ung Siu-Cheong 42' | Mong Kok Stadium, Kowloon, Hongkong Scheidsrechter: Sophon Mhaboon |

|                 |            |                                                                          |       |                                                                    |
| 1 februari 1996 | Filipijnen | 0 – 7                                                                    | China | Mong Kok Stadium, Kowloon, Hongkong Scheidsrechter: Sophon Mhaboon |
| 1 februari 1996 |            | Hao Haidong 17', 58', 63' Ma Mingyu 60' Su Maozhen 77', 87' Gao Feng 83' |       | Mong Kok Stadium, Kowloon, Hongkong Scheidsrechter: Sophon Mhaboon |

|                 |                                             |       |                  |                                                                   |
| 1 februari 1996 | Hongkong                                    | 4 – 1 | Macau            | Mong Kok Stadium, Kowloon, Hongkong Scheidsrechter: Yoshimi Ogawa |
| 1 februari 1996 | Au Wai-Lun 26' Bredbury 72', 75' (pen), 77' |       | José Martins 70' | Mong Kok Stadium, Kowloon, Hongkong Scheidsrechter: Yoshimi Ogawa |

|                 |                                                          |       |              |                                                                 |
| 4 februari 1996 | Macau                                                    | 5 – 1 | Filipijnen   | Mong Kok Stadium, Kowloon, Hongkong Scheidsrechter: Anh Bong-ki |
| 4 februari 1996 | Paulo 2' José Martins 63', 52' Cho Chi-Man 64' Pinto 82' |       | Kalalang 63' | Mong Kok Stadium, Kowloon, Hongkong Scheidsrechter: Anh Bong-ki |

|                 |          |                           |       |                                                                   |
| 4 februari 1996 | Hongkong | 0 – 2                     | China | Mong Kok Stadium, Kowloon, Hongkong Scheidsrechter: Yoshimi Ogawa |
| 4 februari 1996 |          | Fan Zhiyi 51' Wei Qun 89' |       | Mong Kok Stadium, Kowloon, Hongkong Scheidsrechter: Yoshimi Ogawa |

### Groep 3
| nr. | Land      | Wed | Win | Gel | Ver | DV | DT | +/- | Pnt |
| --- | --------- | --- | --- | --- | --- | -- | -- | --- | --- |
| 1   | Thailand  | 6   | 4   | 2   | 0   | 31 | 5  | +26 | 14  |
| 2   | Singapore | 6   | 3   | 3   | 0   | 16 | 7  | +9  | 12  |
| 3   | Birma     | 6   | 2   | 1   | 3   | 11 | 20 | –9  | 7   |
| 4   | Malediven | 6   | 0   | 0   | 6   | 4  | 30 | –26 | 0   |

|              |          |       |           |         |
| 27 juni 1996 | Thailand | 8 – 0 | Malediven | Bangkok |
| 27 juni 1996 |          |       |           | Bangkok |

|              |       |       |           |         |
| 27 juni 1996 | Birma | 0 – 4 | Singapore | Bangkok |
| 27 juni 1996 |       |       |           | Bangkok |

|              |          |       |       |         |
| 29 juni 1996 | Thailand | 5 – 1 | Birma | Bangkok |
| 29 juni 1996 |          |       |       | Bangkok |

|              |           |       |           |         |
| 29 juni 1996 | Malediven | 0 – 2 | Singapore | Bangkok |
| 29 juni 1996 |           |       |           | Bangkok |

|             |          |       |           |         |
| 1 juli 1996 | Thailand | 1 – 1 | Singapore | Bangkok |
| 1 juli 1996 |          |       |           | Bangkok |

|             |       |       |           |         |
| 1 juli 1996 | Birma | 3 – 1 | Malediven | Bangkok |
| 1 juli 1996 |       |       |           | Bangkok |

|             |           |       |          |           |
| 4 juli 1996 | Malediven | 0 – 8 | Thailand | Singapore |
| 4 juli 1996 |           |       |          | Singapore |

|             |           |       |       |           |
| 4 juli 1996 | Singapore | 2 – 2 | Birma | Singapore |
| 4 juli 1996 |           |       |       | Singapore |

|             |       |       |          |           |
| 7 juli 1996 | Birma | 1 – 7 | Thailand | Singapore |
| 7 juli 1996 |       |       |          | Singapore |

|             |           |       |           |           |
| 7 juli 1996 | Singapore | 5 – 2 | Malediven | Singapore |
| 7 juli 1996 |           |       |           | Singapore |

|             |           |       |       |           |
| 9 juli 1996 | Malediven | 1 – 4 | Birma | Singapore |
| 9 juli 1996 |           |       |       | Singapore |

|             |           |       |          |           |
| 9 juli 1996 | Singapore | 2 – 2 | Thailand | Singapore |
| 9 juli 1996 |           |       |          | Singapore |

### Groep 4
| nr. | Land      | Wed | Win | Gel | Ver | DV | DT | +/- | Pnt |
| --- | --------- | --- | --- | --- | --- | -- | -- | --- | --- |
| 1   | Indonesië | 2   | 1   | 1   | 0   | 7  | 1  | +6  | 4   |
| 2   | Maleisië  | 2   | 1   | 1   | 0   | 5  | 2  | +3  | 4   |
| 3   | India     | 2   | 0   | 0   | 2   | 3  | 12 | –9  | 0   |

|              |          |       |           |                        |
| 2 maart 1996 | Maleisië | 0 – 0 | Indonesië | Kuala Lumpur, Maleisië |
| 2 maart 1996 |          |       |           | Kuala Lumpur, Maleisië |

|              |                                                              |       |              |                        |
| 4 maart 1996 | Indonesië                                                    | 7 – 1 | India        | Kuala Lumpur, Maleisië |
| 4 maart 1996 | Indriyanto 12', 74' Rochy 18', 52' Ansyari 42', 49' Peri 77' |       | T. Kumar 11' | Kuala Lumpur, Maleisië |

|              |          |       |       |                        |
| 6 maart 1996 | Maleisië | 5 – 2 | India | Kuala Lumpur, Maleisië |
| 6 maart 1996 |          |       |       | Kuala Lumpur, Maleisië |

### Groep 5
| nr. | Land      | Wed | Win | Gel | Ver | DV | DT | +/- | Pnt |
| --- | --------- | --- | --- | --- | --- | -- | -- | --- | --- |
| 1   | Iran      | 6   | 6   | 0   | 0   | 27 | 1  | +26 | 18  |
| 2   | Oman      | 6   | 4   | 0   | 2   | 23 | 5  | +18 | 12  |
| 3   | Sri Lanka | 6   | 2   | 0   | 4   | 5  | 25 | –20 | 6   |
| 4   | Nepal     | 6   | 0   | 0   | 6   | 2  | 26 | –24 | 0   |

|              |      |       |           |                              |
| 10 juni 1996 | Oman | 3 – 0 | Sri Lanka | Azadi Stadium, Teheran, Iran |
| 10 juni 1996 |      |       |           | Azadi Stadium, Teheran, Iran |

|              |                                                                            |       |       |                                                                                   |
| 10 juni 1996 | Iran                                                                       | 8 – 0 | Nepal | Azadi Stadium, Teheran, Iran Toeschouwers: 35.000 Scheidsrechter: Dirar Al-Tamimi |
| 10 juni 1996 | Bagheri 10' (pen.), 60' Daei 14', 36', 84', 87' Garousi 51' Hakimzadeh 73' |       |       | Azadi Stadium, Teheran, Iran Toeschouwers: 35.000 Scheidsrechter: Dirar Al-Tamimi |

|              |      |       |       |                              |
| 12 juni 1996 | Oman | 7 – 0 | Nepal | Azadi Stadium, Teheran, Iran |
| 12 juni 1996 |      |       |       | Azadi Stadium, Teheran, Iran |

|              |                                                      |       |           |                                                                                          |
| 12 juni 1996 | Iran                                                 | 7 – 0 | Sri Lanka | Azadi Stadium, Teheran, Iran Toeschouwers: 20.000 Scheidsrechter: Selearajen Subramaniam |
| 12 juni 1996 | Daei 30', 64', 65', 70', 77' Bagheri 62' Garousi 69' |       |           | Azadi Stadium, Teheran, Iran Toeschouwers: 20.000 Scheidsrechter: Selearajen Subramaniam |

|              |           |       |       |                              |
| 14 juni 1996 | Sri Lanka | 3 – 1 | Nepal | Azadi Stadium, Teheran, Iran |
| 14 juni 1996 |           |       |       | Azadi Stadium, Teheran, Iran |

|              |                    |       |      |                                                                                    |
| 14 juni 1996 | Iran               | 2 – 0 | Oman | Azadi Stadium, Teheran, Iran Toeschouwers: 100.000 Scheidsrechter: Dirar Al-Tamimi |
| 14 juni 1996 | Daei 5' Estili 84' |       |      | Azadi Stadium, Teheran, Iran Toeschouwers: 100.000 Scheidsrechter: Dirar Al-Tamimi |

|              |                                      |       |           |                                                                                                 |
| 17 juni 1996 | Iran                                 | 4 – 0 | Sri Lanka | Sultan Qaboos Sports Complex, Masqat, Oman Toeschouwers: 2.000 Scheidsrechter: Abdul Al-Khamesy |
| 17 juni 1996 | Bagheri 17', 54', 68' Mansourian 78' |       |           | Sultan Qaboos Sports Complex, Masqat, Oman Toeschouwers: 2.000 Scheidsrechter: Abdul Al-Khamesy |

|              |      |       |       |                                            |
| 17 juni 1996 | Oman | 2 – 1 | Nepal | Sultan Qaboos Sports Complex, Masqat, Oman |
| 17 juni 1996 |      |       |       | Sultan Qaboos Sports Complex, Masqat, Oman |

|              |                                                |       |       | |
| 19 juni 1996 | Iran                                           | 4 – 0 | Nepal | Sultan Qaboos Sports Complex, Masqat, Oman Toeschouwers: 2.000 Scheidsrechter: Abdulrahman Al-Zeid |
| 19 juni 1996 | Daei 27' Bagheri 38', 44' (pen.) Shahroudi 66' |       |       | Sultan Qaboos Sports Complex, Masqat, Oman Toeschouwers: 2.000 Scheidsrechter: Abdulrahman Al-Zeid |

|              |      |        |           |                                            |
| 19 juni 1996 | Oman | 10 – 0 | Sri Lanka | Sultan Qaboos Sports Complex, Masqat, Oman |
| 19 juni 1996 |      |        |           | Sultan Qaboos Sports Complex, Masqat, Oman |

|              |       |       |           |                                            |
| 21 juni 1996 | Nepal | 0 – 2 | Sri Lanka | Sultan Qaboos Sports Complex, Masqat, Oman |
| 21 juni 1996 |       |       |           | Sultan Qaboos Sports Complex, Masqat, Oman |

|              |                     |       |                             |                                                                                                  |
| 21 juni 1996 | Oman                | 1 – 2 | Iran                        | Sultan Qaboos Sports Complex, Masqat, Oman Toeschouwers: 5.000 Scheidsrechter: Russamee Jindamai |
| 21 juni 1996 | Al-Habsi 60' (pen.) |       | Daei 23' Bagheri 88' (pen.) | Sultan Qaboos Sports Complex, Masqat, Oman Toeschouwers: 5.000 Scheidsrechter: Russamee Jindamai |

### Groep 6
| nr. | Land       | Wed            | Win            | Gel            | Ver            | DV             | DT             | +/-            | Pnt            |
| --- | ---------- | -------------- | -------------- | -------------- | -------------- | -------------- | -------------- | -------------- | -------------- |
| 1   | Irak       | 2              | 2              | 0              | 0              | 4              | 0              | +4             | 6              |
| 2   | Jordanië   | 2              | 1              | 0              | 1              | 4              | 1              | +3             | 3              |
| 3   | Pakistan   | 2              | 0              | 0              | 2              | 0              | 7              | –7             | 0              |
| 4   | Bangladesh | Teruggetrokken | Teruggetrokken | Teruggetrokken | Teruggetrokken | Teruggetrokken | Teruggetrokken | Teruggetrokken | Teruggetrokken |

|                 |          |       |          |                 |
| 9 augustus 1996 | Jordanië | 4 – 0 | Pakistan | Amman, Jordanië |
| 9 augustus 1996 |          |       |          | Amman, Jordanië |

|                  |          |       |      |                 |
| 11 augustus 1996 | Jordanië | 0 – 1 | Irak | Amman, Jordanië |
| 11 augustus 1996 |          |       |      | Amman, Jordanië |

|                  |          |       |      |                 |
| 13 augustus 1996 | Pakistan | 0 – 3 | Irak | Amman, Jordanië |
| 13 augustus 1996 |          |       |      | Amman, Jordanië |

### Groep 7
| nr. | Land       | Wed | Win | Gel | Ver | DV | DT | +/- | Pnt |
| --- | ---------- | --- | --- | --- | --- | -- | -- | --- | --- |
| 1   | Syrië      | 4   | 3   | 0   | 1   | 6  | 2  | +4  | 9   |
| 2   | Qatar      | 4   | 2   | 0   | 2   | 5  | 4  | +1  | 6   |
| 3   | Kazachstan | 4   | 1   | 0   | 3   | 1  | 6  | –5  | 3   |

|              |              |       |       |                                                                                          |
| 14 juni 1996 | Kazachstan   | 1 – 0 | Qatar | Central Stadium, Almaty, Kazachstan Toeschouwers: 6.000 Scheidsrechter: Pirom Un-Prasert |
| 14 juni 1996 | Nizovtsev 7' |       |       | Central Stadium, Almaty, Kazachstan Toeschouwers: 6.000 Scheidsrechter: Pirom Un-Prasert |

|              |                          |       |            |                                                                                          |
| 21 juni 1996 | Syrië                    | 2 – 0 | Kazachstan | Abbasiyyin Stadium, Damascus, Syrië Toeschouwers: 20.000 Scheidsrechter: Fahed Al-Damisi |
| 21 juni 1996 | Taleb 21' Sheikh-Dib 34' |       |            | Abbasiyyin Stadium, Damascus, Syrië Toeschouwers: 20.000 Scheidsrechter: Fahed Al-Damisi |

|              |              |       |       |                                                          |
| 28 juni 1996 | Qatar        | 1 – 0 | Syrië | Khalifa Stadium, Doha, Qatar Scheidsrechter: Ali Bujsaim |
| 28 juni 1996 | Al-Enazi 35' |       |       | Khalifa Stadium, Doha, Qatar Scheidsrechter: Ali Bujsaim |

|             |                                      |       |            |                                                               |
| 5 juli 1996 | Qatar                                | 3 – 0 | Kazachstan | Khalifa Stadium, Doha, Qatar Scheidsrechter: Omer Al-Mehannah |
| 5 juli 1996 | Al-Obaidly 5' Soufi 21' Al-Enazi 43' |       |            | Khalifa Stadium, Doha, Qatar Scheidsrechter: Omer Al-Mehannah |

|              |            |             |       |                                                                                          |
| 12 juli 1996 | Kazachstan | 0 – 1       | Syrië | Central Stadium, Almaty, Kazachstan Toeschouwers: 5.000 Scheidsrechter: Nik Ahmad Yaakub |
| 12 juli 1996 |            | Al-Bushi 9' |       | Central Stadium, Almaty, Kazachstan Toeschouwers: 5.000 Scheidsrechter: Nik Ahmad Yaakub |

|              |                                               |       |              |                                                                                         |
| 19 juli 1996 | Syrië                                         | 3 – 1 | Qatar        | Abbasiyyin Stadium, Damascus, Syrië Toeschouwers: 20.000 Scheidsrechter: Hossein Askari |
| 19 juli 1996 | Al-Helu 17' Sheikh-Dib 48' Khalifa 76' (pen.) |       | Al-Enazi 58' | Abbasiyyin Stadium, Damascus, Syrië Toeschouwers: 20.000 Scheidsrechter: Hossein Askari |

### Groep 8
| nr. | Land         | Wed            | Win            | Gel            | Ver            | DV             | DT             | +/-            | Pnt            |
| --- | ------------ | -------------- | -------------- | -------------- | -------------- | -------------- | -------------- | -------------- | -------------- |
| 1   | Oezbekistan  | 2              | 1              | 0              | 1              | 5              | 4              | +1             | 3              |
| 2   | Tadzjikistan | 2              | 1              | 0              | 1              | 4              | 5              | –1             | 3              |
| 3   | Bahrein      | Teruggetrokken | Teruggetrokken | Teruggetrokken | Teruggetrokken | Teruggetrokken | Teruggetrokken | Teruggetrokken | Teruggetrokken |

|            |                                                     |       |             |                                                                                             |
| 8 mei 1996 | Tadzjikistan                                        | 4 – 0 | Oezbekistan | Pamir Stadium, Dusjanbe, Tadzjikistan Toeschouwers: 20.000 Scheidsrechter: Aleksandr Klakov |
| 8 mei 1996 | Fuzaylov 3' (pen.) Ashurmamadov 65', 67' Avakov 87' |       |             | Pamir Stadium, Dusjanbe, Tadzjikistan Toeschouwers: 20.000 Scheidsrechter: Aleksandr Klakov |

|              |                                                                      |              |              |                                                                                               |
| 19 juni 1996 | Oezbekistan                                                          | 5 – 0 (n.v.) | Tadzjikistan | Pakhtakor Stadium, Tasjkent, Oezbekistan Toeschouwers: 15.000 Scheidsrechter: Eldar Ramazanov |
| 19 juni 1996 | Kasymov 4' (pen.), 33' (pen.) Andreyev 8' Shkvyrin 72' Musabayev 95' |              |              | Pakhtakor Stadium, Tasjkent, Oezbekistan Toeschouwers: 15.000 Scheidsrechter: Eldar Ramazanov |

### Groep 9
| nr. | Land          | Wed | Win | Gel | Ver | DV | DT | +/- | Pnt |
| --- | ------------- | --- | --- | --- | --- | -- | -- | --- | --- |
| 1   | Saoedi-Arabië | 4   | 4   | 0   | 0   | 10 | 0  | +10 | 12  |
| 2   | Kirgizië      | 4   | 1   | 0   | 3   | 3  | 7  | –4  | 3   |
| 3   | Jemen         | 4   | 1   | 0   | 3   | 2  | 8  | –6  | 3   |

|                 |                                     |       |          | |
| 24 januari 1996 | Saoedi-Arabië                       | 3 – 0 | Kirgizië | King Fahd International Stadium, Riyad, Saoedi-Arabië Toeschouwers: 2.000 Scheidsrechter: Mohammed Kekhia |
| 24 januari 1996 | Al-Thunayan 7', 38' Amin 57' (pen.) |       |          | King Fahd International Stadium, Riyad, Saoedi-Arabië Toeschouwers: 2.000 Scheidsrechter: Mohammed Kekhia |

|                 |                    |       |          | |
| 26 januari 1996 | Jemen              | 1 – 0 | Kirgizië | King Fahd International Stadium, Riyad, Saoedi-Arabië Toeschouwers: 1.000 Scheidsrechter: Jalal Moradi |
| 26 januari 1996 | Sharaf Mahfood 57' |       |          | King Fahd International Stadium, Riyad, Saoedi-Arabië Toeschouwers: 1.000 Scheidsrechter: Jalal Moradi |

|                 |                                                |       |       |                                                                                      |
| 28 januari 1996 | Saoedi-Arabië                                  | 4 – 0 | Jemen | King Fahd International Stadium, Riyad, Saoedi-Arabië Scheidsrechter: Jundami Rosami |
| 28 januari 1996 | Al-Thunayan 42', 53' Falatah 59' Al-Hamdan 66' |       |       | King Fahd International Stadium, Riyad, Saoedi-Arabië Scheidsrechter: Jundami Rosami |

|                 |          |                             |               | |
| 31 januari 1996 | Kirgizië | 0 – 2                       | Saoedi-Arabië | King Fahd International Stadium, Riyad, Saoedi-Arabië Toeschouwers: 2.000 Scheidsrechter: Jassim Al-Khori |
| 31 januari 1996 |          | Falatah 25' Al-Thunayan 67' |               | King Fahd International Stadium, Riyad, Saoedi-Arabië Toeschouwers: 2.000 Scheidsrechter: Jassim Al-Khori |

|                 |                                       |       |               | |
| 2 februari 1996 | Kirgizië                              | 3 – 1 | Jemen         | King Fahd International Stadium, Riyad, Saoedi-Arabië Toeschouwers: 1.000 Scheidsrechter: Mohammed Kekhia |
| 2 februari 1996 | Kadyrov 43' Rybakov 50' Khaytbaev 75' |       | Ben Rabah 21' | King Fahd International Stadium, Riyad, Saoedi-Arabië Toeschouwers: 1.000 Scheidsrechter: Mohammed Kekhia |

|                 |       |               |               |                                                                                    |
| 4 februari 1996 | Jemen | 0 – 1         | Saoedi-Arabië | King Fahd International Stadium, Riyad, Saoedi-Arabië Scheidsrechter: Jalal Moradi |
| 4 februari 1996 |       | Al-Hamdan 12' |               | King Fahd International Stadium, Riyad, Saoedi-Arabië Scheidsrechter: Jalal Moradi |

### Groep 10
| nr. | Land         | Wed | Win | Gel | Ver | DV | DT | +/- | Pnt |
| --- | ------------ | --- | --- | --- | --- | -- | -- | --- | --- |
| 1   | Koeweit      | 4   | 2   | 2   | 0   | 9  | 5  | +4  | 8   |
| 2   | Libanon      | 4   | 2   | 1   | 1   | 7  | 6  | +1  | 7   |
| 3   | Turkmenistan | 4   | 0   | 1   | 3   | 3  | 8  | –5  | 1   |

|               |                           |       |                       |                        |
| 10 maart 1996 | Turkmenistan              | 2 – 2 | Koeweit               | Ashgabat, Turkmenistan |
| 10 maart 1996 | Urazow 3' Plyushchenko 8' |       | Haji 13' Al-Dawod 89' | Ashgabat, Turkmenistan |

|               |                          |       |              |                                            |
| 22 maart 1996 | Koeweit                  | 2 – 0 | Turkmenistan | Koeweit-Stad, Koeweit Toeschouwers: 10.000 |
| 22 maart 1996 | Sulaiman 18' Bekheet 68' |       |              | Koeweit-Stad, Koeweit Toeschouwers: 10.000 |

|             |                               |       |              |                                       |
| 12 mei 1996 | Libanon                       | 3 – 1 | Turkmenistan | Beiroet, Libanon Toeschouwers: 10.000 |
| 12 mei 1996 | Nahza 28' Taha 68' Karnib 90' |       | Bondoyev 20' | Beiroet, Libanon Toeschouwers: 10.000 |

|             |              |               |         |                                             |
| 26 mei 1996 | Turkmenistan | 0 – 1         | Libanon | Ashgabat, Turkmenistan Toeschouwers: 10.000 |
| 26 mei 1996 |              | Ghazarian 33' |         | Ashgabat, Turkmenistan Toeschouwers: 10.000 |

|             |                             |       |                                                              |                                       |
| 9 juni 1996 | Libanon                     | 3 – 5 | Koeweit                                                      | Beiroet, Libanon Toeschouwers: 22.000 |
| 9 juni 1996 | Nazha 6' Ghazarian 10', 46' |       | Al-Otaybi 16' Al-Shlimi 27' Al-Hindi 30' Haji 66' Wabran 84' | Beiroet, Libanon Toeschouwers: 22.000 |

|              |         |       |         |                                            |
| 20 juni 1996 | Koeweit | 0 – 0 | Libanon | Koeweit-Stad, Koeweit Toeschouwers: 25.000 |
| 20 juni 1996 |         |       |         | Koeweit-Stad, Koeweit Toeschouwers: 25.000 |